# Djibouti
Djibouti (pronunție în română [d͡ʒiˈbuti], „Gibúti”), oficial Republica Djibouti (în arabă جمهورية جيبوتي, în franceză République de Djibouti), este un stat din Cornul Africii, cu capitala la Djibouti. Se învecinează la nord cu Eritreea, la sud și vest cu Etiopia, iar în sud-est cu Somalia. Granițele rămase se învecinează cu Marea Roșie și Golful Aden. Djibouti ocupă, în total, o suprafață de doar 23.200 km².
Djibouti este amplasată strategic, aproape de cele mai aglomerate coridoare maritime din lume, controlând accesul la Marea Roșie și Oceanul Indian. Are un rol esențial în centrele de realimentare și transbordare; de asemenea, este principalul port maritim pentru importurile și exporturile țării vecine, Etiopia.

## Istorie

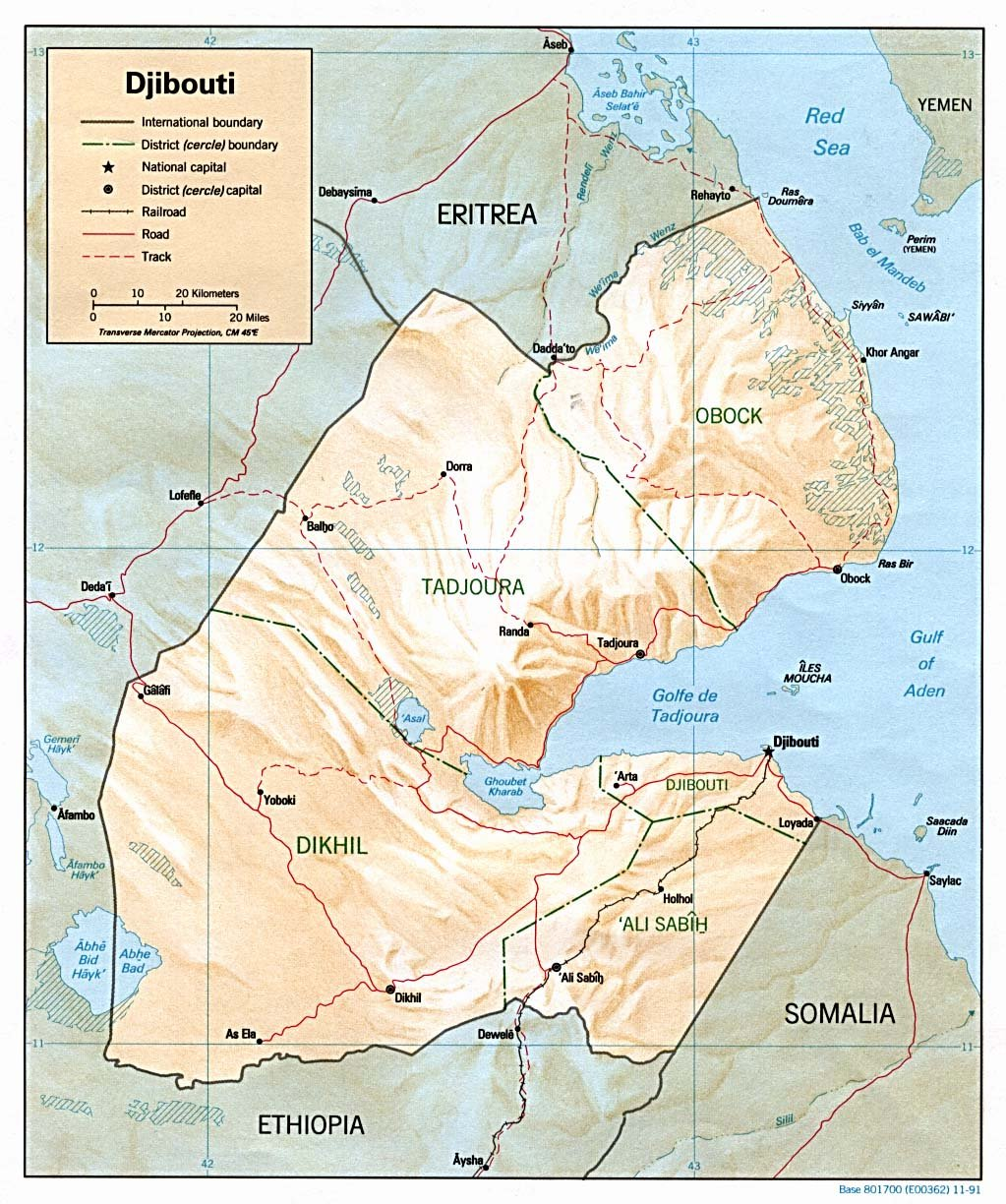
Harta Djiboutiului

Primele înregistrări apar în cântecele și poeziile nomazilor, despre triburile somaleze și afare de pe vremea când aceștia se ocupau cu comerțul de blănuri și piei în Egipt, India și China cu mii de ani în urmă. 
În prima jumătate a secolului XIX, ca răspuns al activității britanice în Egipt, Franța își manifestă interesul în Cornul Africii. Aceștia își extind protectoratul asupra unei părți din Somalia și instalează un guvernator formând astfel Somalia Franceză. În 1896 orașul-port Djibouti devine noua capitală administrativă luând locul orașului Obock.
Republica Djibouti și-a câștigat independența în 27 iunie 1977, prin votul electoratului la un referendum pentru independență. Hassan Gouled Aptidon devine primul președinte al țării.
Un război civil a început în 1991 între guvern și grupul rebel predominant Afar, Frontul de Restaurare a Unității și Democrației (FRUD). Conflictul a încetat în Decembrie 1994 când FRUD a semnat un acord de pace cu guvernul.
Hassan Gouled Aptidon a demisionat din funcția de președinte în 1999, la vârsta de 83 ani. Succesorul său a fost nepotul său Ismail Omar Guelleh. La alegerile prezidențiale ce au avut loc în 8 Aprilie 2005, Ismail Omar Guelleh a fost reales președinte pentru al doilea mandat de 6 ani.

## Politică

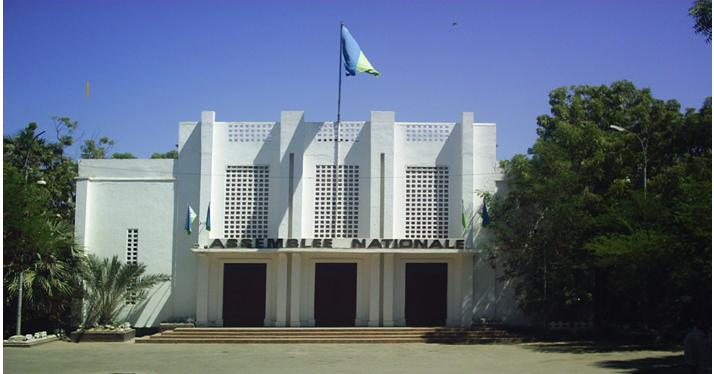
clădirea Adunării Naționale de la Djibouti.

Djibouti este o republică semiprezidențială, cu puterea executivă exercitată de guvernul central, iar puterea legislativă exercitată atât de parlament cât și de guvern. Președintele țării este Ismail Omar Guelleh iar sistemul de partide parlamentare este dominat de Adunarea Populară pentru Progres (partid condus de actualul președinte al țării - Ismail Omar Guelleh). Actuala constituție a țării a fost aprobată în septembrie 1992.
Djibouti este un stat cu partid unic dominant la putere, acesta fiind Adunarea Populară pentru Progres. Partidele din opoziție sunt tolerate, dar nu au o șansă reală să câștige puterea.

## Împărțirea administrativă
Djibouti este divizat în 5 regiuni și un oraș; la rândul lor acestea sunt subdivizate în comune (orașul Djibouti) și posturi administrative (regiunile).
Regiunile și orașul sunt:
- -     - Regiunea Ali Sabieh (Region d'Ali Sabieh)
    - Regiunea Arta (Region d'Arta)
    - Regiunea Dikhil (Region de Dikhil)
    - Orașul Djibouti (Ville de Djibouti)
    - Regiunea Obock (Region d'Obock)
    - Regiunea Tadjourah (Region de Tadjourah)

| Regiune                                    | Suprafața (km2) | Populație | Capitala   |
| ------------------------------------------ | --------------- | --------- | ---------- |
| Regiunea Ali Sabieh, (Region d'Ali Sabieh) | 2,200           | 90,005    | Ali Sabieh |
| Regiunea Arta, (Region d'Arta)             | 1,800           | 45,047    | Arta       |
| Regiunea Dikhil, (Region de Dikhil)        | 7,200           | 90,023    | Dikhil     |
| Regiunea Djibouti, (Ville de Djibouti)     | 200             | 604,013   | Djibouti   |
| Regiunea Obock, (Region d'Obock)           | 4,700           | 40,128    | Obock      |
| Regiunea Tadjourah, (Region de Tadjourah)  | 7,100           | 89,567    | Tadjourah  |

## Geografie

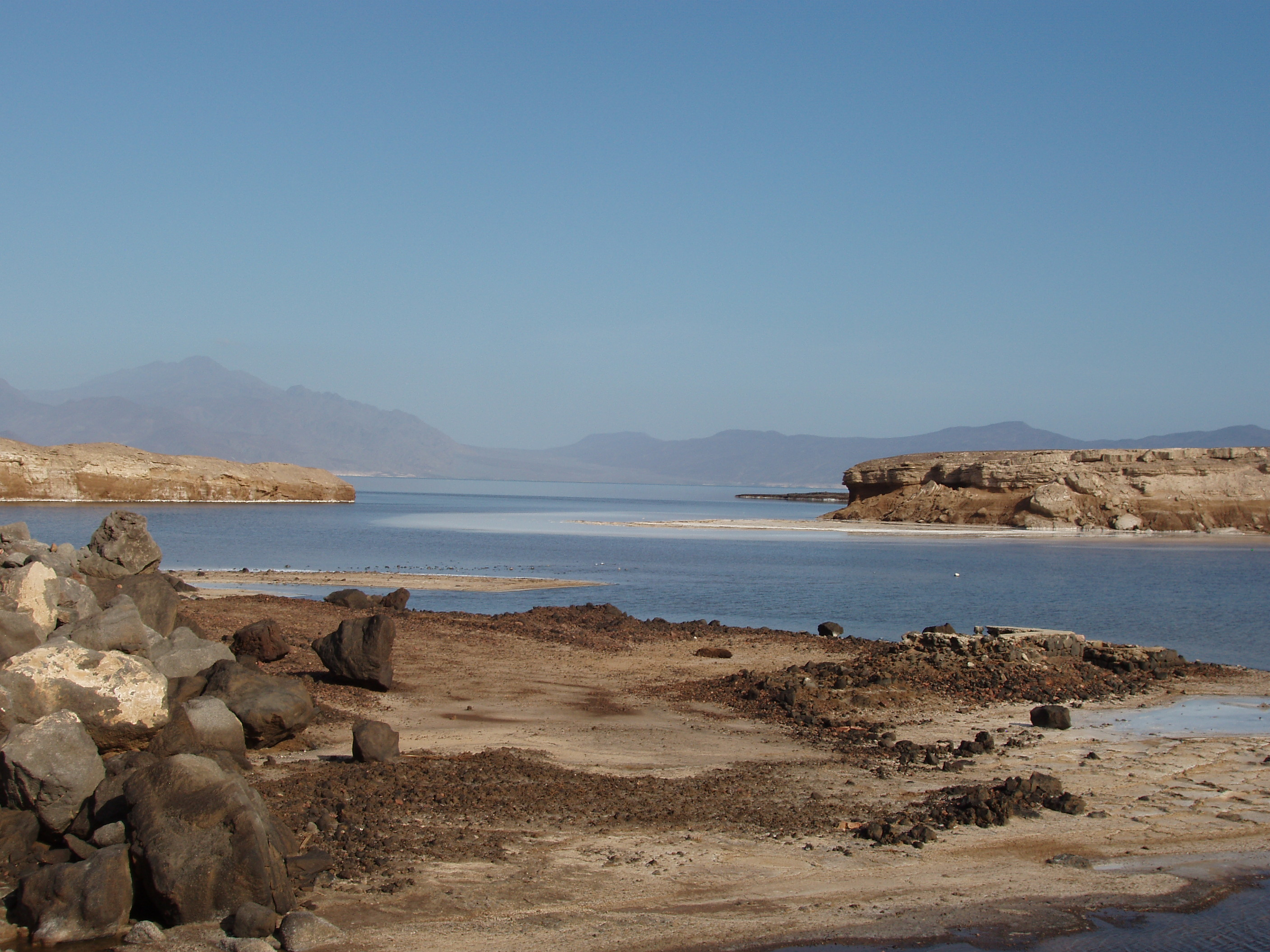
Lacul Assal

Djibouti se află în nordestul Africii în Golful Aden, la intrarea sudică în Marea Roșie. Granițele statului Djibouti sunt cu Eritreea 113 km, cu Etiopia 337 km, cu Somalia 58 km și de asemenea are o linie de coastă în lungime de 314 km. Țara este în mare parte un deșert stâncos presărat cu platouri și zone muntoase.

### Clima
Nu sunt variații sezoniere mari în climatul Djiboutiului. Condițiile fierbinți predomină pe tot parcursul anului, chiar și în timpul ploilor de iarnă. Temperaturile  maxime zilnice variază între 32 și 41 °C (90 și 106 F), exceptând zonele înalte, unde efectul unui curent, care vine dinspre țărm, poate fi simțit. În orașul Djibouti, de exemplu, după-masa media temperaturilor maxime variază între 28-34 °C (82-93 °F), în luna aprilie. La nivel național înseamnă că  zilnic temperaturile minime, de obicei, variază de la 15 la 30 °C (59 la 86 °F). În estul Djiboutiului apare cea mai mare deosebire de climat, unde temperaturile depășesc 41 °C (106 °F) în luna iulie pe câmpiile litorale și punctul de îngheț în timpul lunii decembrie în zonele înalte. În acestă regiune, umiditatea relativă variază de la circa 40%, după amiaza, la 85% pe timpul nopții, schimbându-se oarecum în funcție de anotimp.
Climatul în Djibouti variază de la arid, în zonele de coastă din nord-est, la semiarid în părțile centrale, de nord, de vest și de sud ale țării. Pe coasa de est, precipitațiile anuale sunt mai mici de 131 mm; în zonele central muntoase acestea sunt de aproximativ 200–300 mm. Deși regiunile de coastă sunt calde și umede pe tot parcursul anului,  interiorul țării este de obicei fierbinte și uscat. Climatul de pe coastă este blând, cu ierni ploioase și calde, însorit cu veri mai uscate.

## Economie

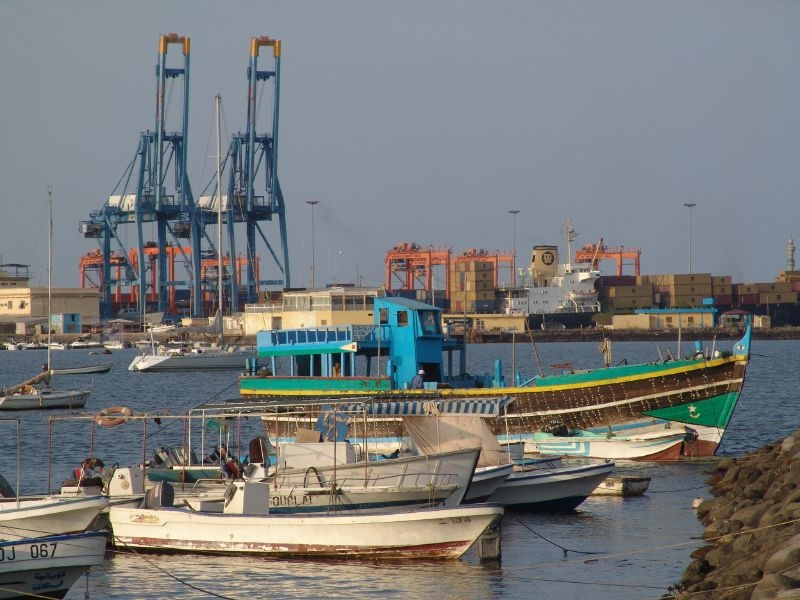
Portul Djibouti

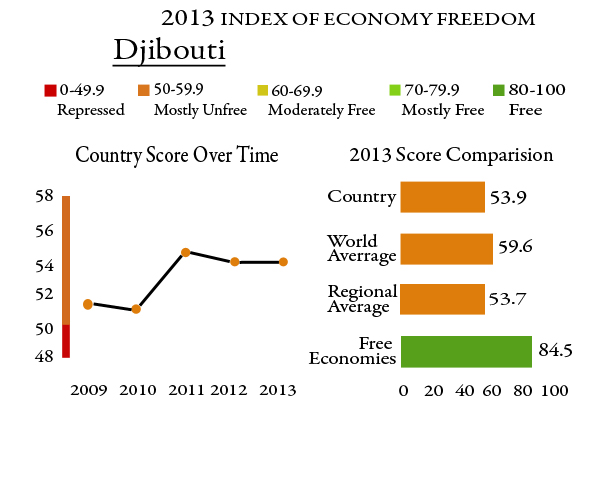
O schemă care ilustrează libertatea economică în Djibouti.

Djibouti este o țară săracă, cu multe datorii externe. În pofida acestui fapt, o mare parte a bugetului național este destinat cheltuielilor militare. Ajutorul economic din partea altor țări, în special Franța, este crucial. Singurele surse de venit sunt extragerea sării, pescuitul, manipularea și transportul mărfurilor etiopiene destinate exportului pe linia de cale ferată Addis Abeba-Djibouti.
Economia din Djibouti este concentrată în sectorul serviciilor. Datorită precipitațiilor reduse, legumele și fructele sunt principalele culturi de producție, alte produse alimentare necesitând import. PIB-ul din 2012 a fost estimat la 2.377 miliarde USD, cu o rată de creștere reală de 4,8% anual. Venitul pe cap de locuitor a fost de aproximativ 2.700 dolari.
Din 2013, terminalul de containere din portul Djibouti ocupa cea mai mare parte a schimburilor comerciale a țării. Aproximativ 70% din activitatea portului maritim constă în importurile și exporturile țării vecine, Etiopia, care depinde de acest port ca ieșire maritimă principală. De asemenea portul servește ca centru de realimentare internațional și totodată ca centru de transbordare. în 2012, guvernul Djiboutian, în colaborare cu DP World  a început construcția la Doraleh Container Terminal, un important port maritim ce vizează dezvoltarea capacității naționale de tranzit. Un proiect de 396 milioane USD, care are capacitatea de a găzdui 1,5 milioane de douăzeci de unități de containere anual.
Pentru a îmbunătăți mediul de investiții străine directe, autoritățile din Djibuti, în colaborare cu diferite organizații non-profit, au lansat o serie de proiecte de dezvoltare ce vizează evidențierea potențialului comercial al țării. S-au făcut mari eforturi pentru a reduce rata de aproximativ 60% a șomajului în mediul urban, prin crearea mai multor locuri de muncă prin investiții în sectoare diversificate. Fondurile au plecat mai ales spre construirea infrastructurii de telecomunicații și creșterea venitului disponibil prin sprijinirea întreprinderilor mici.

## Politica externă
Poziționarea strategică a țării a determinat state (precum Franța, Japonia, Italia, dar mai ales SUA) să construiască baze militare în Djibouti, transformând această țară într-un furnizor de securitate în Africa și în Orientul Mijlociu.
În februarie 2014, Djibouti și China au semnat un acord de securitate și apărare ce permitea armatei chineze folosirea Portului Doraleh. Există temeri că chinezii vor cumpăra acest port din Djibouti, în vederea expansiunii politico-militare în favoarea Partidului Comunist Chinez, sub auspiciile proiectului internațional „Inițiativa o centură, un drum” (țara africană îi e datoare Chinei cu 1,2 mld. USD). 